# Oktavbandsanalys
Oktavbandsanalys är en process då ett ljud, exempelvis buller, delas upp i en filterbank bestående av oktavband. Man kan på så sätt estimera effekten eller energin i det uppmätta ljudet i ett visst frekvensband. Oktavbandsanalys är exempelvis användbart vid bullerbekämpning eftersom man genom denna mätmetod kan undersöka i vilka frekvensband bullret är dominant. Denna kunskap kan sedan användas för att genomföra åtgärder som dämpar bullret i dessa frekvensband. Centerfrekvenserna för oktavbanden mellan 31.5 Hz och 16 kHz är standardiserade enligt följande:
31.5 Hz, 63 Hz, 125 Hz, 250 Hz, 500 Hz, 1 kHz, 2 kHz, 4 kHz, 8 kHz, 16 kHz
Ibland önskar man mer detaljerad information om ett ljuds frekvensegenskaper. Därför har en vidareutveckling av oktavbanden, de så kallade tredjedelsoktavbanden standardiserats. Denna filterbank byggs upp genom att varje oktavband delas upp i tre separata frekvensband.